# Elizabeth Chase
Elizabeth "Liz" Chase, född 26 april 1950 i Mutare, Zimbabwe, död 10 maj 2018 i Sydafrika, var en zimbabwisk landhockeyspelare.
Hon tog OS-guld i damernas landhockeyturnering i samband med de olympiska landhockeytävlingarna 1980 i Moskva.